# Fotbal Club U Craiova 2009-2010
Questa voce raccoglie le informazioni riguardanti il Fotbal Club U Craiova nelle competizioni ufficiali della stagione 2009-2010.

## Rosa
Fonte:
| N. |                      | Ruolo | Calciatore        |
| -- | -------------------- | ----- | ----------------- |
|    | Romania (bandiera)   | P     | Silviu Lung       |
|    | Romania (bandiera)   | P     | Marian Mecea      |
|    | Belgio (bandiera)    | P     | Pieter Merlier    |
|    | Romania (bandiera)   | D     | Silviu Bălace     |
|    | Romania (bandiera)   | D     | Ștefan Bărboianu  |
|    | Romania (bandiera)   | D     | Sorin Bușu        |
|    | Romania (bandiera)   | D     | Ovidiu Dănănae    |
|    | Romania (bandiera)   | D     | Valerică Găman    |
|    | Bulgaria (bandiera)  | D     | Valentin Iliev    |
|    | Romania (bandiera)   | C     | Valentin Bădoi    |
|    | Romania (bandiera)   | C     | Radu Barbu        |
|    | Romania (bandiera)   | C     | Alin Buleică      |
|    | Australia (bandiera) | C     | Spase Dilevski    |
|    | Romania (bandiera)   | C     | Mihai Dina        |
|    | Romania (bandiera)   | D     | Dragoș Firțulescu |

| N. |                    | Ruolo | Calciatore             |
| -- | ------------------ | ----- | ---------------------- |
|    | Romania (bandiera) | C     | Constantin Gângioveanu |
|    | Romania (bandiera) | C     | Dan Gogoșoiu           |
|    | Croazia (bandiera) | C     | Josip Mišić            |
|    | Romania (bandiera) | C     | Jackie Nicolae         |
|    | Romania (bandiera) | C     | Alexandru Ologu        |
|    | Serbia (bandiera)  | C     | Ivan Paunović          |
|    | Romania (bandiera) | C     | Ionuț Popescu          |
|    | Romania (bandiera) | C     | Andrei Prepeliță       |
|    | Romania (bandiera) | C     | Eugen Trică            |
|    | Romania (bandiera) | A     | Florin Costea          |
|    | Romania (bandiera) | A     | Mihai Costea           |
|    | Romania (bandiera) | A     | Cătălin Crăciun        |
|    | Romania (bandiera) | A     | Alexandru Pițurcă      |
|    | Romania (bandiera) | A     | Mihai Roman            |